# Estrela do Sul
Estrela do Sul este un oraș în Minas Gerais (MG), Brazilia.